# ПТАБ-2,5-1,5

Иван Александрович Ларионов.

ПТАБ-2,5-1,5 (индекс УВ ВВС — 7-Т-118) — советская противотанковая авиационная бомба калибром 2,5 кг (в габаритах 2,5-кг авиабомбы) и массой 1,5 кг, предназначенная для поражения бронетехники с помощью кумулятивного эффекта.
Самая массовая авиабомба СССР в годы Великой Отечественной войны (в 1943—1945 гг. в армию поставлено 14,6 млн бомб). Разработчик — ЦКБ-22, конструктор И. А. Ларионов.

## Разработка и применение
Кумулятивная авиабомба была разработана в СССР в 1942 году, в Центральном конструкторском бюро № 22, которое специализировалось на разработке взрывателей (на 2015 год это НИИ «Поиск» в Санкт-Петербурге). Первый образец представлял собой 10-кг авиабомбу, но впоследствии его уменьшили до габаритов 2,5-кг суббоеприпаса. Взрыватель АД-А (индекс УВ ВВС — 7-В-118), донный.
Бомба широко применялась советской авиацией в Великой Отечественной войне. Снаряжались в кассетах по 48 штук. Штурмовик Ил-2 брал по четыре таких контейнера. Первое боевое применение — 5 июля 1943 года на Курской дуге.
При сбрасывании ПТАБ накрывали площадь порядка 15 × 200 м. Учитывая, что верхнее бронирование танков традиционно весьма слабо, вероятность поражения цели была довольно высокой. Бронепробиваемость составляла от 60 мм при угле встречи 30°, и до 100 мм при 90°, что было вполне достаточно. Даже у T-VI «Тигр» первых серий толщина крыши корпуса и башни составляла всего около 25 мм, у Т-V «Пантера» — 16—18 мм.
Поэтому в первые дни применения ПТАБ эффективность Ил-2 была поразительной (до 6—8 танков с первого захода).
И. А. Ларионов в январе 1944 года был награждён за разработку бомбы и взрывателя к ней орденом Ленина, а в 1946 году — удостоен звания лауреата Сталинской премии.

## Из мемуаров участников войны
Командующий 16-й воздушной армией генерал С. И. Руденко вспоминал:

С самого начала сражения на курском направлении немецким хвалёным танкам «тигр» и «пантера», самоходным орудийным установкам «фердинанд» советские лётчики-штурмовики противопоставили огневую мощь «илов», снабжённых ПТАБ. Первым сбросил их на танковую колонну Герой Советского Союза майор В. Голубев. И сразу мы убедились в том, какое грозное оружие получили штурмовики. Весила бомба 1,5—2,5 кг, падая на броню танка, она не отскакивала, а как бы прилипала к ней. Направленным кумулятивным взрывом насквозь прожигалась броня «тигров» и «пантер», и те загорались.
— Герой Советского Союза Маршал авиации Руденко С. И. Крылья Победы. — М.: Воениздат, 1976. — С. 169.
Герой Советского Союза, старший лейтенант Кирток Николай Наумович:

— Вам удавалось подбить танк?
Как-то я писал, как выбрал себе «тигр». Мне загрузили ПТАБы, двести штук. Я на него сбросил половину. И какая-то одна попала — он загорелся. ПТАБ пробивает любую броню. На втором заходе я увидел, что танк горит.
— Интервью сайту «Я помню». Николай Кирток: «Я дрался на Ил-2».
Герой Советского Союза, лейтенант Черкашин Григорий Григорьевич:

В районе Тирасполя навели нас на лощину, где находились танки противника. Мы их с воздуха не видим, а командир дивизии — он на станции наведения был — их видит и приказывает: бейте по оврагу, там они, замаскированные. Первый заход делали вслепую. С 1600 метров мы их просто не видели. Пошли вниз, друг за другом, поочередно. Сбросили ПТАБы, и на выходе, наконец, увидели эти танки. Они были замаскированы, но стояли тесно, и часть бомб всё равно попала. Танки загорелись. Ну, мы уже в кругу, и начали. В конце концов, там все горело и взрывалось.

<…>

По танкам самое эффективное — ПТАБы, конечно. Это штука зверская! Несёшь их по 128 штук в люках, и вот представь, обнаружена, к примеру, колонна в 10 танков, и шестёрка штурмовиков на эту колонну вдоль дороги заходит. Первый идёт — последовательно свои четыре люка разгружает, второй, третий, четвёртый… пройдёт шестёрка — смотришь — два-три танка горят.
— Интервью сайту «Я помню». Черкашин Григорий.
Эффективность ПТАБ также подтверждают в своих интервью лётчики-штурмовики Беликин Валентин Иванович, Винницкий Михаил Яковлевич, Бегельдинов Талгат Якубекович.